# 345
345（三百四十五、さんびゃくよんじゅうご）は自然数、また整数において、344の次で346の前の数である。

## 性質
- 345は合成数であり、約数は 1, 3, 5, 15, 23, 69, 115, 345 である。
  - 約数の和は576。
    - 約数の和が平方数になる19番目の数である。1つ前は343、次は357。
- 36番目の楔数である。1つ前は322、次は354。
- 連続自然数を昇順に並べてできる11番目の数である。1つ前は234、次は456。(オンライン整数列大辞典の数列 A035333)
  - 3つの連続自然数を昇順に並べてできる3番目の数である。(オンライン整数列大辞典の数列 A001703)
  - 桁で並べ替えをすると連続自然数になる36番目の数である。1つ前は342、次は354。(オンライン整数列大辞典の数列 A288528)
- 各位の和が12になる29番目の数である。1つ前は336、次は354。
- 各位の積が各位の和の5倍になる3番目の数である。1つ前は275、次は354。(オンライン整数列大辞典の数列 A062382)
- 345 = 52 + 82 + 162 = 72 + 102 + 142
  - 3つの平方数の和2通りで表せる85番目の数である。1つ前は337、次は346。(オンライン整数列大辞典の数列 A025322)
  - 異なる3つの平方数の和2通りで表せる64番目の数である。1つ前は344、次は346。(オンライン整数列大辞典の数列 A025340)
- 345 = 13 + 13 + 73
  - 3つの正の数の立方数の和1通りで表せる44番目の数である。1つ前は344、次は349。(オンライン整数列大辞典の数列 A025395)
- 345 = 13 + 43 + 43 + 63
  - 4つの正の数の立方数の和で表せる77番目の数である。1つ前は343、次は346。(オンライン整数列大辞典の数列 A003327)
- 345 = 192 − 16
  - n = 19 のときの n2 − 16 の値とみたとき1つ前は308、次は384。(オンライン整数列大辞典の数列 A028566)

## その他 345 に関連すること
- 西暦345年
- 三四五 (さんしご) は、各辺の長さの比が3:4:5となる三角定規。
- 二十四節気のひとつ、啓蟄の太陽黄経は、345度。

## 固有名詞
- 345 - ロックバンド『凛として時雨』のベーシスト。本名、中村美代子（なかむら みよこ）。